# Фрауенкирхе (Мюнхен)
Фрауенкирхе (на немски: Dom zu Unserer Lieben Frau, Frauenkirche; на български: църквата „Света Богородица“) е римо-католическата катедрална църква на архиепископа на Мюнхен и Фрайзинг в старата част на град Мюнхен в Бавария, Германия.
Църквата е построена от тухли в късноготически стил и е 109 m дълга, 40 m широка и 37 m висока с 2 кули. Северната кула е висока 98,57 метра, а южната – 98,45 м. Вителсбахите строят през 1240 г. църква до тяхната резиденция. През 1271 г. тя получава от епископ Конрад II фон Фрайзинг право на свещеническа църква.
От 9 февруари 1468 г. до 1494 г. архитект Йорг фон Халспах (1441–1488) строи на нейното място новата църква, която е осветена на 14 април 1494 г.